# Liste du patrimoine immobilier classé de Fosses-la-Ville
Cette page regroupe l'ensemble du patrimoine immobilier classé de la ville belge de Fosses-la-Ville.
| Objet | Année de construction / Architecte | Adresse                    | Section communale | Coordonnées                      | Numéro d’inventaire | Illustration |
| --- | ---------------------------------- | -------------------------- | ----------------- | -------------------------------- | ------------------- | --- |
| Collégiale Saint-Feuillen |                                    |                            |                   | 50° 23′ 49″ nord, 4° 41′ 51″ est | 92048-CLT-0001-01   | Collégiale Saint-Feuillen |
| Chapelle Sainte-Brigide |                                    |                            |                   | 50° 24′ 02″ nord, 4° 41′ 56″ est | 92048-CLT-0003-01   | Chapelle Sainte-Brigide |
| Maison dite Le Chapitre, Place du Chapitre, n° 11 |                                    | Place du Chapitre n° 11    |                   | 50° 23′ 48″ nord, 4° 41′ 54″ est | 92048-CLT-0004-01   | Maison dite Le Chapitre, Place du Chapitre, n° 11 |
| Chapelle Saint-Roch |                                    |                            |                   | 50° 23′ 42″ nord, 4° 42′ 18″ est | 92048-CLT-0005-01   | Image manquanteTéléverser |
| Chapelle Saint-Laurent (chœur de l'ancienne église) |                                    |                            |                   | 50° 24′ 14″ nord, 4° 44′ 25″ est | 92048-CLT-0006-01   | Image manquanteTéléverser |
| Kiosque à musique sis place du Marché à Fosses (M) ainsi qu'une zone de protection comprenant la place du Marché et les façades des immeubles qui la ceinturent (ZP) |                                    | Place du Marché, te Fosses |                   | 50° 23′ 48″ nord, 4° 41′ 47″ est | 92048-CLT-0007-01   | Kiosque à musique sis place du Marché à Fosses (M) ainsi qu'une zone de protection comprenant la place du Marché et les façades des immeubles qui la ceinturent (ZP) |
| L'ensemble de la Collégiale Saint-Feuillen à l'exception de l'orgue (partie instrumentale et buffet)                                                                 |                                    |                            |                   | 50° 23′ 49″ nord, 4° 41′ 51″ est | 92048-PEX-0001-01   | L'ensemble de la Collégiale Saint-Feuillen à l'exception de l'orgue (partie instrumentale et buffet)                                                                 |